# Fredrikstad-Sarpsborg

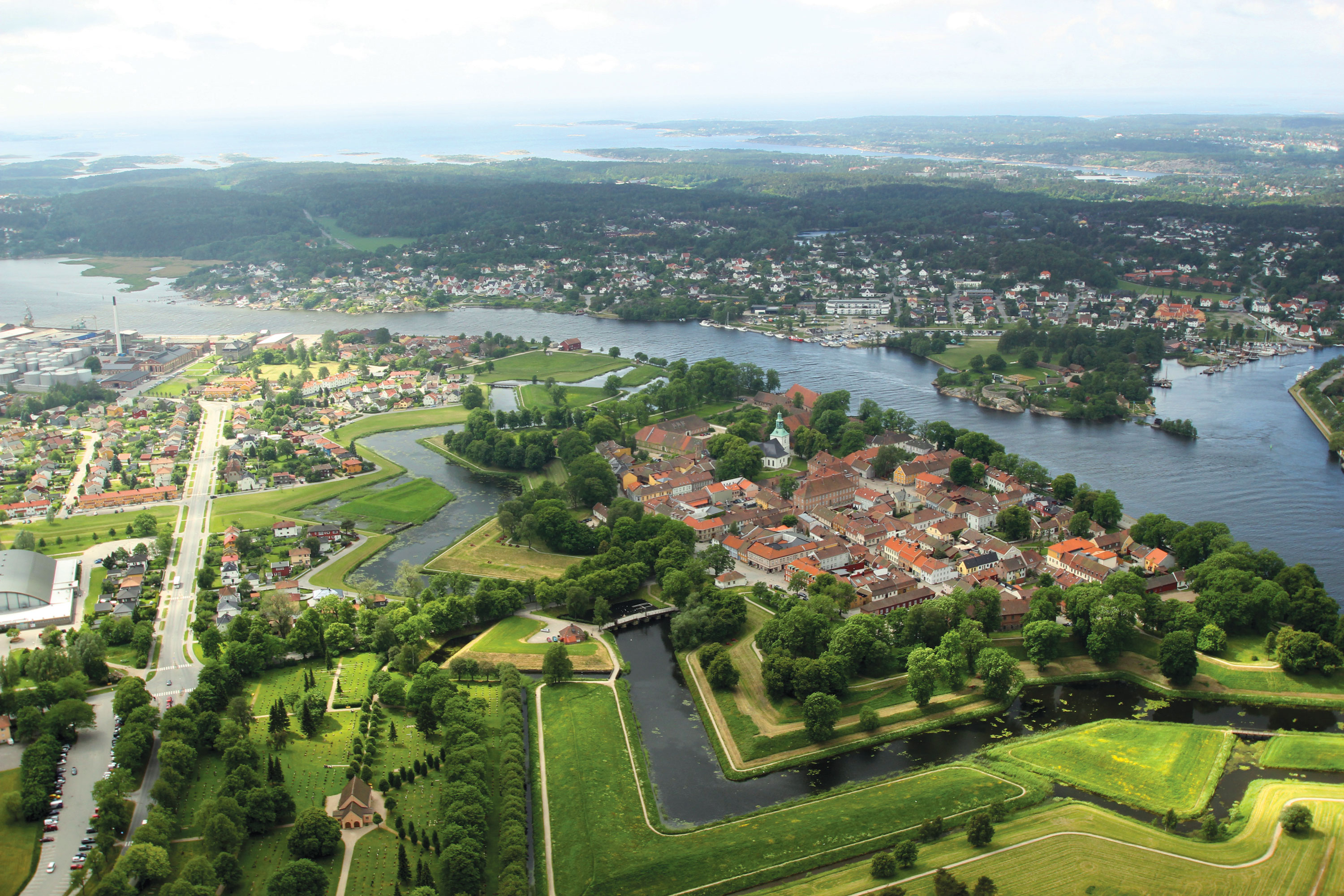
Fredrikstad-Sarpsborg

Fredrikstad-Sarpsborg é uma área urbana norueguesa do condado de Østfold que consiste em duas  "comunas" (cidades) geminadas, Sarpsborg e Fredrikstad, além de outras cidadelas menores entre e ao redor destas duas cidades.
A região se desenvolveu tanto a ponto que as duas cidades são atualmente consideradas como uma única zona urbana. Fredrikstad-Sarpsbrog é a sétima maior zona urbana da Noruega, com uma população total de 115.973 habitantes, dos quais 63.814 residem em Fredrikstad e 52.159 em Sarpsborg, sendo estas, isoladamente, a 7ª e 10ª maiores cidades norueguesas em população, respectivamente.